# Edward Lindberg
Edward Ferdinand Jacob Lindberg (ur. 9 listopada 1886 w Cherokee, zm. 16 lutego 1978 w Highland Park) – amerykański lekkoatleta specjalizujący się w długich biegach sprinterskich, dwukrotny medalista olimpijski.
W latach 1909 i 1911 dwukrotny mistrz Stanów Zjednoczonych w biegu na 440 jardów. W 1912 r. uczestnik letnich igrzysk olimpijskich w Sztokholmie, zdobywca dwóch medali: złotego (w sztafecie 4 x 400 metrów – w biegu tym reprezentacja Stanów Zjednoczonych z czasem 3:16,6 ustanowiła nowy rekord świata) oraz brązowego (w biegu na 400 metrów). Wystąpił również w rozegranym podczas olimpiady pokazowym turnieju w baseball.
Rekordy życiowe:
- bieg na 400 m – 48,4 – Sztokholm 13.07.1912